# Elisabethkirche (Urnshausen)

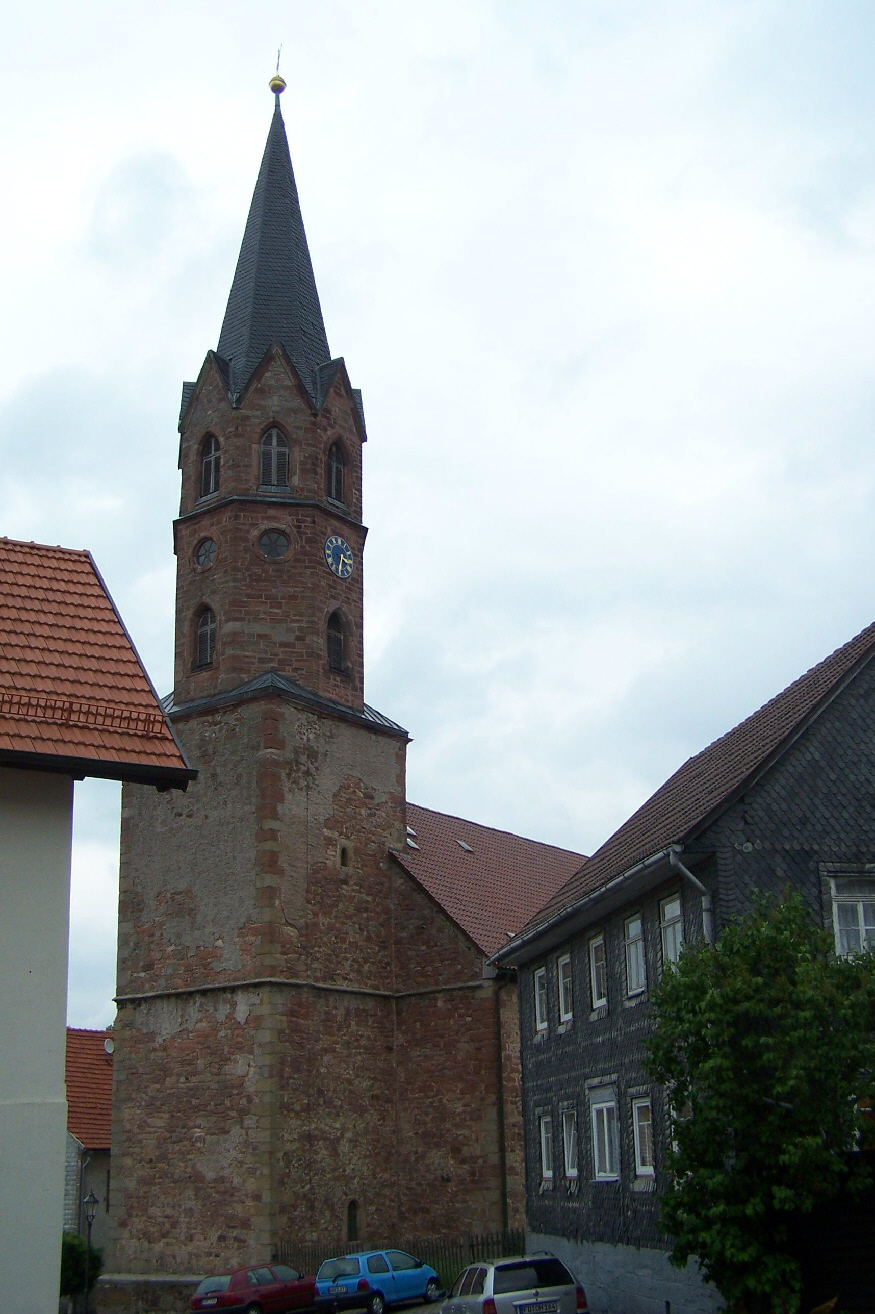
Elisabethkirche

Die denkmalgeschützte evangelisch-lutherische Elisabethkirche steht in Urnshausen, einem Ortsteil der Gemeinde Dermbach im südlichen Wartburgkreis in Thüringen. Die Kirchengemeinde Urnshausen gehört zum Pfarrbereich Urnshausen im Kirchenkreis Bad Salzungen-Dermbach der Evangelischen Kirche in Mitteldeutschland.

## Beschreibung
Der Wiederaufbau der bis auf die Mauern ausgebrannten älteren Kirche erfolgte 1866–1868. Dabei wurde der Kirchturm im Westen um zwei achtseitige eingezogene Geschosse aufgestockt. 1979/1980 wurde die Kirche restauriert. Die Saalkirche hat an der Südseite zwei Portale, die sich jeweils hinter einem Portikus befinden. Der Turm ist mit einem achtseitigen schiefergedeckten Zeltdach bedeckt, das von einer Turmkugel gekrönt ist. Das Kirchenschiff hat zweigeschossige Emporen und ist seitlich mit flachen und mittig mit stumpfwinkligen Holzbalkendecken überspannt. Die Kirchenausstattung ist von 1866.